# L'Assemblée des dieux (Matout)
L'Assemblée des dieux est une grande peinture au plafond de la salle des Empereurs du musée du Louvre.

## Historique
C'était une commande de l'État en date du 30 janvier 1865 au prix de 25 000 francs. Il a été achevé et installé (avec marouflage) en 1868. Il a subi un nettoyage et une restauration en 2023 pendant l'opération de réaménagement des appartements d'été d'Anne d'Autriche.

## Description
Sur un fond de ciel et de nuages apparaissent une quarantaine de dieux et personnages de la mythologie.

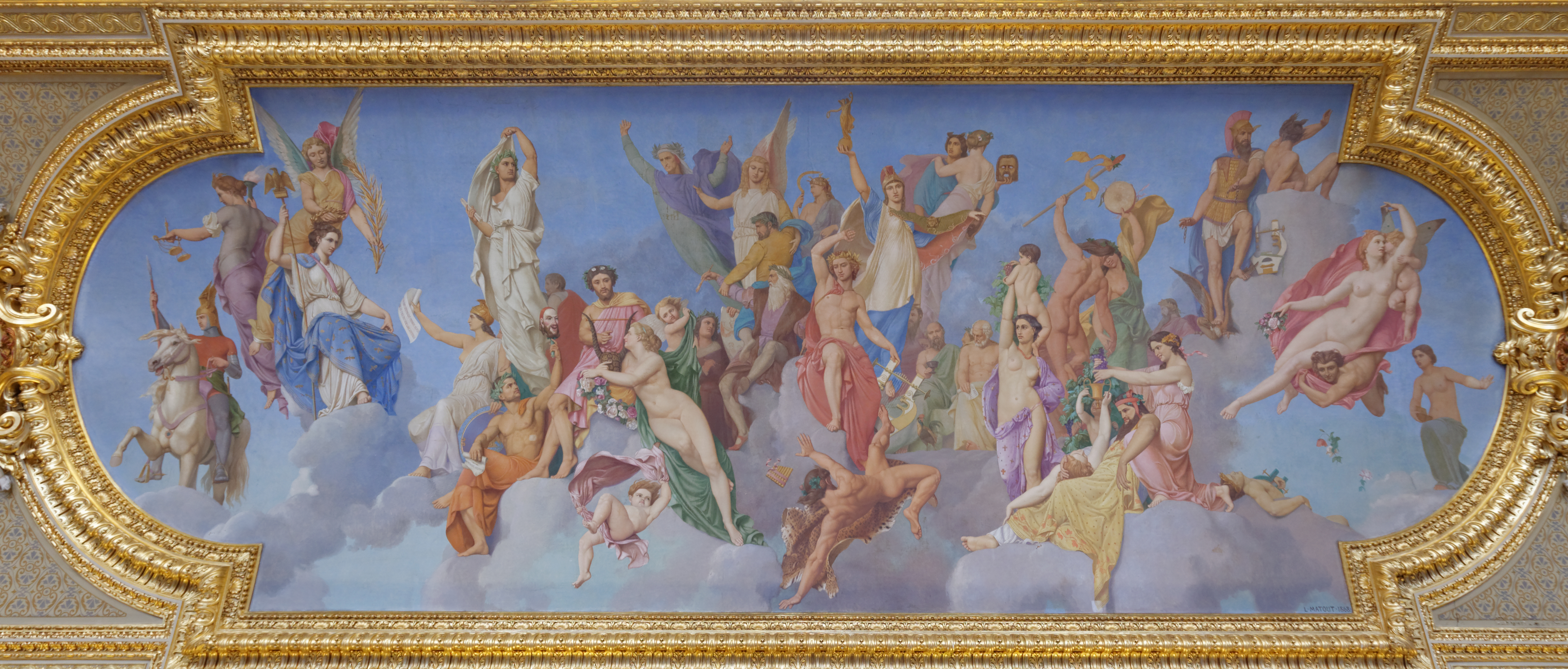

Sur la gauche, le Second Empire est représenté par l'impératrice Eugénie vêtue d'une longue tunique et d'un manteau parsemé d'abeilles. Elle tient une lance surmontée d'un aigle. Elle est escortée par un cavalier, par la Justice avec sa balance et la Victoire qui la couronne de laurier. Elle reçoit un placet que lui tend une Rome impériale casquée.
Derrière ce personnage de la Rome impériale se trouve un groupe d'écrivains dominé par Virgile avec Pindare pinçant sa lyre, Aristophane brandissant un masque comique de théâtre, le Printemps sous forme d'une jeune femme nue tenant une guirlande de fleurs. Plus haut sur la droite, on reconnaît Dante dans une étrange proximité avec l'archange Gabriel et la déesse de l'agriculture Cérès avec sa serpe. On trouve aussi Léonard de Vinci avec un pinceau, Michel-Ange avec un plan et Raphaël.
Plus sur la droite, on voit Apollon qui précipite dans le vide Marsyas qui l'avait défié, Socrate avec son bol de ciguë et Homère avec un parchemin. Minerve porte une victoire dans sa main, un casque et déploie l'égide. Elle pointe un doigt accusateur sur la droite vers un groupe de l'automne avec une grappe de raisin, Dionysos qui tient le thyrse, une joueuse de tambourin, Érigone fille d'Icarios à qui Dionysos avait enseigné le culte de la vigne, qui tient une grappe de raisin à la main et boit avec des compagnons.
Sur la droite, Hercule en armure a délivré Prométhée de ses chaînes. Orphée porte Psyché et Pandore décontenancée par sa boîte est dans la partie la plus à droite du tableau.